# Корбетт, Бостон
Бостон Корбетт (англ. Boston Corbett, при рождении Томас Патрик Корбетт, англ. Thomas Patrick Corbett; 1832, Лондон, Великобритания — объявлен умершим 1 сентября 1894) — сержант армии США, известный как убийца Джона Уилкса Бута. Корбетт пропал без вести в 1888 году.

## Юность
Томас Патрик Корбетт родился в 1832 году в Лондоне, Великобритания. Когда Томасу было семь лет, его семья иммигрировала в США и поселилась в городе Трой. Позже Корбетт стал работать в Трое шляпником. Впоследствии было высказано предположение, что, работая шляпником, он часто контактировал с испарениями ртути, что привело к помутнению его рассудка. Для описания подобного психического заболевания в медицине существует термин «болезнь сумасшедшего шляпника».
Жена Корбетта умерла во время родов мертворождённой дочери, после чего он переехал в Бостон, где продолжал работать шляпником и присоединился к Методистской епископальной церкви. Корбетт сменил имя на Бостон — в честь города, где был обращён. Пытаясь подражать Иисусу, он отрастил длинные волосы и занимался проповедованием религии на улицах.
16 июля 1858 года, чтобы избавиться от соблазна при виде проституток, Корбетт оскопил себя ножницами. После этого он пообедал и отправился на молитву, и лишь по её окончании обратился за медицинской помощью. По словам Корбетта, он совершил оскопление, следуя указаниям из Библии. Пройдя терапию в течение нескольких недель, он переехал в Нью-Йорк.

## Военная карьера

### Служба в Армии Союза
В апреле 1861 года, когда началась Гражданская война в США, Корбетт был зачислен рядовым в 12-й полк милиции в Нью-Йорке. Отслужил три месяца. В милиции у него сложились не лучшие отношения: он подвергался насмешкам со стороны других солдат из-за постоянных молитв и настойчивых проповедей, а за неповиновение начальству был неоднократно наказан и посажен на гауптвахту. Известен случай, когда он отделился от строя и стал открыто возражать полковнику и будущему генералу Даниелю Батерфилду, критиковавшему действия полка.
В сентябре 1863 года вновь начал служить, уже в 16-м нью-йоркском кавалерийском полку. 24 июня 1864 года в Калпепере Корбетт был захвачен в плен солдатами Армии Конфедеративных Штатов Америки, подчинявшимися Джону Мосби. В статье, опубликованной Harper’s Weekly, он был описан как герой, который единственный не сдался южанам и продолжал бороться до конца. Мосби, восхищенный мужеством солдата, велел подчинённым оставить ему жизнь. После захвата Корбетт провёл пять месяцев в лагере для военнопленных Андерсонвилль, прежде чем был произведён обмен заключённых. По возвращении Корбетт получил звание сержанта. Позднее он выступал свидетелем на судебном процессе против коменданта лагеря Генри Вирца. В своих показаниях Корбетт рассказал о тяжёлых условиях содержания в Андерсонвилле.

### Убийство Джона Бута

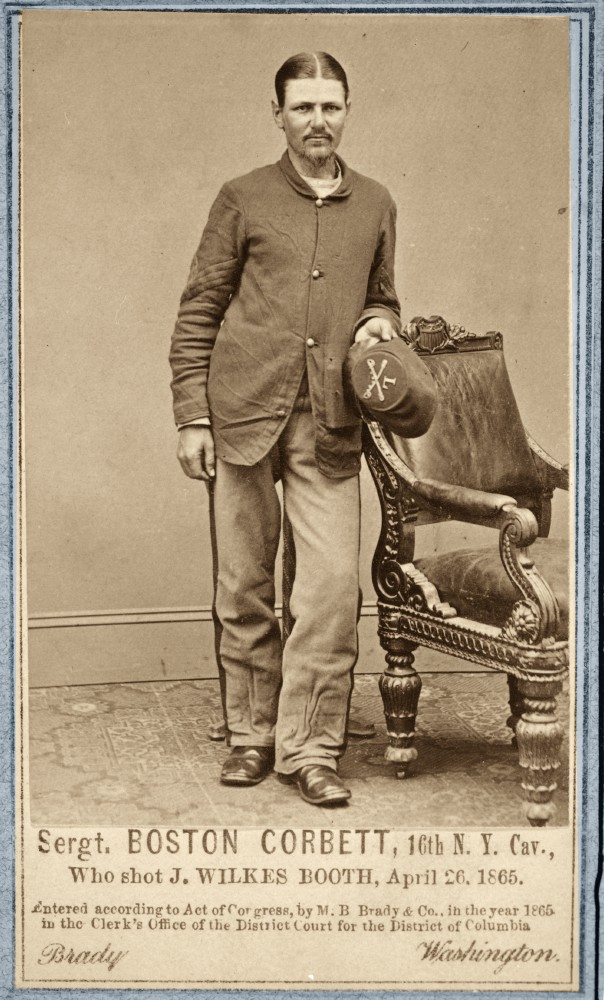
Сержант Армии Союза Бостон Корбетт

24 апреля 1865 года Корбетт был отправлен 16-м нью-йоркским кавалерийским полком на задержание Джона Уилкса Бута, убийцы Авраама Линкольна. Через два дня Бут и его сообщник Дэвид Герольд были обнаружены в виргинском амбаре. Амбар подожгли, чтобы заставить их выйти; Бут оставался внутри, и тогда Корбетт выстрелил в него из револьвера производства Colt’s Manufacturing Company. В интервью 1878 года сержант сказал, что видел в руках Бута карабин.
Спинной мозг Бута был повреждён, и преступник скончался через 2 часа. Корбетт нарушил приказ военного министра США Эдвина Стэнтона, велевшего брать Бута живым. Сержанта сразу же арестовали, но позднее Стэнтон снял с него все обвинения, отметив: «Повстанец мёртв, патриот жив». Корбетт получил награду за поимку преступника, составившую 1653,84 доллара. От неизвестного лица к Корбетту поступило предложение купить оружие, из которого был убит Бут, за 100 долларов, но сержант отказался, сказав, что оно — собственность государства.
В официальном заявлении Корбетт сказал, что выстрелил в Бута, потому как посчитал, что убийца Линкольна собирается применить оружие. Его показания противоречили свидетельствам других людей, присутствовавших при задержании. Позже на вопрос, зачем он убил Бута, Корбетт ответил, что его «направляло провидение».
Убийство Бута, как и многие другие эпизоды, связанные с Линкольном, стало предметом домыслов, известных как «совпадения Линкольна — Кеннеди». Пропагандисты этой теории отмечали сходство Корбетта с Джеком Руби, убившим Ли Харви Освальда, который, в свою очередь, по официальной версии убил 35-го президента США Джона Кеннеди.

## Последние годы
После увольнения из армии в августе 1865 года Корбетт вернулся к работе в качестве шляпника, сначала в Бостоне, а затем в Коннектикуте, а к 1870 году в Нью-Джерси. В 1878 году переселился в Конкордию, Канзас. Здесь он обратился в офис газеты Pittsburgh Leader, где рассказал одному из редакторов историю своей жизни. По его словам, он существовал в крайней бедности (ему даже не хватило денег на проезд до Конкордии, и он прошел почти всю дорогу пешком). Фотография Корбетта, сделанная Мэттью Брэди, широко распространялась по печатным изданием, но сам он не получал никакой материальной выгоды из этого. Также Корбетт сказал, что он менял места жительства по причине того, что к нему постоянно приходили письма с угрозами от сторонников Юга.
В его поведении неоднократно отмечались странности — так, в 1875 году он угрожал нескольким людям пистолетом. В 1887 году он услышал, как над ним шутят, после чего стал угрожать смеющимся револьвером. Другие ветераны сочувствовали Корбетту и устроили его на должность привратника в Палату представителей Канзаса. Однако после того, как он 15 февраля 1887 года стал угрожать пистолетом спикеру Палаты, журналистам и персоналу, было принято решение отправить его в приют для умалишённых. Здесь он, хоть порой и демонстрировал немотивированные вспышки агрессии, в целом проявил себя как спокойный пациент. За своё примерное поведение он был освобождён от жёсткого контроля. 26 мая 1888 года Корбетт воспользовался этим и сбежал из приюта, уехав оттуда на пони, оставленном у ворот сыном одного из сотрудников.  Корбетт пробыл два дня со своим другом, также бывшим заключённым Андерсонвилля Ричардом Тэтчером. Ему Корбетт сказал, что уезжает в Мексику.
О его дальнейшей судьбе ничего не известно, хотя в газетах постоянно публиковались заметки разных лиц, якобы видевших Корбетта. Существуют предположения, что он поселился в хижине, которую построил в лесу вблизи города Хинкли, а погиб во время Великого пожара в Хинкли 1 сентября 1894 года. Объективных доказательств этому не существует; тем не менее Корбетт указан в списке погибших и пропавших при пожаре.